# Роба Гари
Роба Гари Чубета (амх. ሮባ ጋር) — эфиопский бегун на средние дистанции, который специализируется в беге на 3000 метров с препятствиями.
На международных соревнованиях выступает с 2007 года. На чемпионате мира 2007 года занял 7-е место. На олимпийских играх в Пекине не смог пройти дальше предварительных забегов. Бронзовый призёр чемпионата Африки 2010 года. Занял 5-е место на чемпионате мира 2011 года. На Олимпиаде в Лондоне занял 4-е место с результатом 8.20,00.
Личный рекорд — 8.06,16, был установлен 11 мая 2012 года на этапе Бриллиантовой лиги в Дохе.